# Rahman
Pour les articles homonymes, voir Rahman (homonymie).
Rashin Rahman, connu sous le nom de Rahman, né à Abou Dabi (Émirats arabes unis) le 23 mai 1967, est un acteur indien de cinéma qui a joué dans plus de 150 films, la plupart en malayalam, tamil et telugu.